# NIA (アルバム)
『NIA』（ニア）は、日本のシンガーソングライターである中村佳穂の3rdアルバム。2022年3月23日に自主レーベル・AINOUよりリリースされた。

## 制作
中村は、2018年11月にリリースしたアルバム『AINOU』で脚光を浴び、2021年末にはmillennium paradeとのコラボで「第72回NHK紅白歌合戦」への初出演も果たした。そしてその2週間後、約3年半ぶりとなる3枚目のオリジナル・アルバムのリリースが発表された。アルバムは初回限定盤と通常盤の2形態で発売された。
プロモーションとして中村は、毎週月曜深夜に放送されているFM802「MIDNIGHT GARAGE」の3月7日、14日、21日、28日放送回に出演した。また3月11日に発売された女性ファッション誌「GINZA」4月号の表紙に登場、ロングインタビューや親交のあるクリエイターからのコメントが掲載された。また本アルバムを引っ提げてのホールライブ「中村佳穂 TOUR ✌ NIA・near ✌」が、2022年9月14日の東京・J:COMホール八王子公演を皮切りに全国8カ所で行われることも発表された。

## 収録曲
| 全作詞: 中村佳穂、全作曲・編曲: 中村佳穂・荒木正比呂・西田修大。 |                      |          |                                |      |
| #                                                                | タイトル             | 作詞     | 作曲・編曲                     | 時間 |
| 1.                                                               | 「KAPO□」            | 中村佳穂 | 中村佳穂・荒木正比呂・西田修大 | 2:50 |
| 2.                                                               | 「さよならクレール」 | 中村佳穂 | 中村佳穂・荒木正比呂・西田修大 | 3:50 |
| 3.                                                               | 「アイミル」         | 中村佳穂 | 中村佳穂・荒木正比呂・西田修大 | 3:48 |
| 4.                                                               | 「voice memo #2」    | 中村佳穂 | 中村佳穂・荒木正比呂・西田修大 | 1:17 |
| 5.                                                               | 「Hey日」            | 中村佳穂 | 中村佳穂・荒木正比呂・西田修大 | 3:27 |
| 6.                                                               | 「Q日」              | 中村佳穂 | 中村佳穂・荒木正比呂・西田修大 | 3:40 |
| 7.                                                               | 「ブラ～～～～～」   | 中村佳穂 | 中村佳穂・荒木正比呂・西田修大 | 3:57 |
| 8.                                                               | 「祝辞」             | 中村佳穂 | 中村佳穂・荒木正比呂・西田修大 | 1:49 |
| 9.                                                               | 「MIU」              | 中村佳穂 | 中村佳穂・荒木正比呂・西田修大 | 3:42 |
| 10.                                                              | 「Hank」             | 中村佳穂 | 中村佳穂・荒木正比呂・西田修大 | 4:00 |
| 11.                                                              | 「NIA」              | 中村佳穂 | 中村佳穂・荒木正比呂・西田修大 | 3:09 |
| 12.                                                              | 「voice memo #3」    | 中村佳穂 | 中村佳穂・荒木正比呂・西田修大 | 1:39 |
| 合計時間:                                                        | 合計時間:            | 44:22    |                                |      |